# 伪剑齿虎属
偽劍齒虎（Hoplophoneus），又名古劍虎，是已滅絕的一屬劍齒虎，屬於獵貓科，生活于北美洲。偽劍齒虎外表像貓科，但並非真正的貓科。牠的內耳骨骼結構與貓科的不同。貓科的鼓泡是由隔膜分隔成兩個窩，但獵貓科的部份鼓泡是軟骨，而成骨的鼓泡並沒有隔膜。牠們的下頜骨有前端有凸緣，向下伸展至犬齒的長度。
偽劍齒虎的結構像斯劍虎，但大小如美洲豹。牠的體型粗壯，而四肢較短。

## 外部連結
- Hoplophoneus at Blue Lion （页面存档备份，存于）
- Lion Crusher